# Strobilanthes kjellbergii
Strobilanthes kjellbergii är en akantusväxtart som beskrevs av John Richard Ironside Wood. Strobilanthes kjellbergii ingår i släktet Strobilanthes och familjen akantusväxter. Inga underarter finns listade i Catalogue of Life.